# Nachal Nechuša
Nachal Nechuša (hebrejsky: נחל נחושה) je vádí na pomezí Judských hor a pahorkatiny Šefela v Izraeli.
Začíná v nadmořské výšce okolo 400 metrů jihozápadně od vesnice Nechuša. Směřuje pak k jihozápadu mírně se zahlubujícím zalesněným údolím. Míjí areál Kfar Zoharim a ústí zprava do toku Nachal Guvrin, podél kterého zde vede dálnice číslo 35.